# Annie Dufresne
Pour les articles homonymes, voir Dufresne.
Annie Dufresne est une actrice et chanteuse québécoise née le 12 mars 1973 à Québec (Canada).

## Biographie
Annie Dufresne est une artiste multidisciplinaire qui travaille dans le milieu artistique depuis les années 1990. Elle tourne dans plusieurs films tel Les Boys, Karmina 2, Elvis Gratton XXX : La Vengeance d'Elvis Wong, des séries à succès tel Cauchemar d'amour, L'Or, Le cœur a ses raisons, des émissions jeunesses, Réal-TV, Il était une fois dans le trouble à VRAK, et elle anime plusieurs émissions dont Les 4 Chevaliers sur TVA Sports.
Annie est également une auteure-compositrice-interprète ayant lancé plusieurs albums. Elle a notamment été invitée par l'armée Canadienne pour chanter pour le moral des troupes et se rend en Afghanistan en 2007 et 2009. Mère de deux enfants, Annie joue et compose encore aujourd'hui. Elle a formé un groupe de musique de quatre filles "Les Raymondes". En novembre 2018, elle sort sur étiquette Médiator l'album La révolution pas tranquille.
En août 2020, elle exige le retrait du port du masque obligatoire lors de la Pandémie de Covid-19 .

## Vie privée
Elle est en couple avec Renaud Lefort et a deux enfants.

## Carrière

### Filmographie
- 1995 : Silent Hunter : Monique
- 1997 : J'en suis ! : Sophie
- 1997 : Les Boys : Karine
- 1999 : Press Run : Claire Lavoie
- 1999 : Histoires d'hiver : caissière
- 2000 : La Beauté de Pandore
- 2000 : La Liste (The List) : Young Waitress
- 2001 : Karmina 2 : Sandra
- 2004 : Elvis Gratton XXX : La Vengeance d'Elvis Wong : Secrétaire
- 2004 : C'est pas moi, c'est l'autre : La blonde de Claude
- 2005 : Les États-Unis d'Albert : Miss America
- 2006 : Cadavre exquis, première édition : Jeanne De Cactus
- 2016 : Hibou de Ramzy Bedia : Paule

### Séries télévisées
- 1994-95 : L'Arche de Zoé : Emma Desruisseaux
- 1995 : 10-07 : L'Affaire Zeus : Marie
- 1996 : Les Héritiers Duval : secrétaire
- 1996-1997 : Les Aventures de la courte échelle : Nathalie
- 1997 : Cher Olivier : Alys Robi
- 1997-2003 : Un gars, une fille : bibliothécaire
- 1997-1999 : Sauve qui peut! : journaliste
- 1998 : Les Chroniques de San Francisco II (More Tales of the City) : Flower Seller
- 1998-2006 : Km/h : Andrée Nadeau
- 1999 : Le Polock : Berthe
- 2001-2002 : La Vie, la vie : réparatrice
- 2001 : L'Or : Murielle Martinelli
- 2001 : Cauchemar d'amour : Valérie
- 2002 à 2004 : Réal-TV : Nathalie
- 2002-2003 : Max Inc. : Irka
- 2002 : Music Hall : Manon
- 2002-2012 : Caméra Café : Mylène
- 2002-2003 : Le Plateau : Natasha
- 2002-2011 : Une grenade avec ça? : Anabelle Boulay
- 2005 : Le cœur a ses raisons : Brooke Gallaway
- 2007-2010 : Virginie : France Ouellet
- 2008-2010 : Colocs.tv : elle-même
- 2011 : Il était une fois dans le trouble : Chef Tanguay
- 2012-2019 : Unité 9 : Josée

### Publicités, animation et doublage
- 1989 : Réveille ton rêve : Nathalie
- 1991 : pub du porc du Québec
- 2004 : Le Groulx Luxe : Son propre rôle
- 2010 : Radio Actif : Animatrice
- 2012 : voix Heidi Klum pub Clear Shampoo
- 2013 : Le Monde de Christo : Propriétaire de l'hôtel
- 2014-2018 : Productrice, DJ, animatrice pour les spectacles live et l'émission "Les 4 Chevaliers Easton" sur TVA Sports 2

## Discographie
- 2018 : La révolution pas tranquille
- 2013 : Electro Lise / Electro Lise
- 2011 : Le long jeu
- 2011 : Eat It
- 2009 : Mélodie pour cœur brisé
- 2008 : Électro Lise_Comme un missile, I.album
- 2007 : Électro Lise_Fluo Musik
- 2006 : Cadavre Exquis, première édition
- 2005 : Loft Story_Vanessa et John
- 2004 : Beluga_Cruelle, Rocco le Coq
- 2002 : Rock & Road
- 1999 : Contact